# Chada
Chada, właśc. Tomasz Chada (ur. 24 sierpnia 1978 w Warszawie, zm. 18 marca 2018 w Rybniku) – polski raper i autor tekstów. Przedstawiciel warszawskiej sceny hip-hopowej. Reprezentował nurt ulicznego rapu, początkowo będąc związanym z grupą muzyczną Molesta Ewenement.

## Życiorys
W 2009 ukazała się debiutancka płyta rapera zatytułowana Proceder. Wydawnictwo przyniosło wzrost zainteresowania twórczością rapera oraz pozytywne recenzje krytyków muzycznych.

### Kariera muzyczna
W marcu 2011 ukazała się reedycja albumu Proceder pod nazwą Proceder Plus z dodatkowym utworem „Nie jestem tu od wczoraj”, do którego powstał teledysk oraz remiks do utworu „Obrachunek moralny”. 27 maja 2011 ukazał się drugi studyjny album pt. WGW. Na płycie znalazło się 19 premierowych utworów oraz dwa remiksy. Nagrania były promowane teledyskiem do utworu „Rap najlepszej marki” z gościnnym udziałem rapera Małolata. Kolejny teledysk został zrealizowany do utworu „Na tych osiedlach 2”. Z kolei jako trzeci singiel ukazała się piosenka „Czemu?” z gościnnym udziałem Eldo.
Jesienią 2011, Tomasz Chada ogłosił, że rozpoczął pracę nad kolejnym, trzecim solowym albumem pt. Jeden z Was. W tym samym roku, w warszawskim studiu eReM Studio nagrany został utwór pt. „Sześciogwiazdkowy skurwiel”, który był kontynuacją nagrania z albumu WGW. Podobnie jak w pierwowzorze, tak i w tej części gościnnie pojawili się Diox i Hades z HiFi Bandy. 29 października opublikowano teledysk do tej piosenki. 10 kwietnia 2012 r. wydano promocyjny utwór pt. „Kartki i myśli”, promujący nadchodzący album. Powstał do niego klip. Dziesięć dni później został opublikowany utwór tytułowy promujący trzeci album solowy rapera. W utworze oprócz Chady wystąpili Sokół i piosenkarz Kay.
W 2009 kilka dni przed premierą solowego albumu Chady, zatytułowanego Proceder, sąd odwiesił ciążący na Chadzie wyrok 22 miesięcy pozbawienia wolności w zawieszeniu. Wkrótce potem raper został osadzony w zakładzie karnym w Bydgoszczy. Wytwórnia Step Records wystosowała w tej sprawie oficjalne oświadczenie, informujące słuchaczy o zaistniałej sytuacji. Z powodu aresztowania Chady nie odbyły się planowane zdjęcia do dwóch teledysków. Solowy album rapera był promowany piosenkami „Na tych osiedlach”, „Nie byłoby tematu”, „Czas rozliczeń” oraz „Chada puszcza w miasto solo”. Debiut spotkał się z dużym entuzjazmem fanów oraz recenzentów. Latem 2010 raper został zwolniony z zakładu karnego.

### Kara więzienia
Od czerwca 2012 w Grodkowie odbywał wyrok trzech lat pozbawienia wolności. Raper został skazany za napaść i pobicie. W międzyczasie zapadł wyrok w sprawie za kradzież oraz posłużenie się dokumentem innej osoby, za co skazany został na kolejne dwa lata. Korzystając z przepustek w odbywaniu kary w zakładzie karnym, rozpoczął pracę nad kolejną płytą. 24 grudnia 2013 został udostępniony singel pt. „Syn Bogdana” z albumu pod tym samym tytułem, którego premiera odbyła się 25 kwietnia 2014. W grudniu 2013 nie wrócił z przepustki do zakładu karnego. W lipcu 2014 sąd wydał list gończy w celu doprowadzenia 36-latka do miejsca odbywania kary. W lutym 2015 raper został zatrzymany w okolicach Żywca i doprowadzony do zakładu karnego. Zatrzymano go pod zarzutem kierowania pojazdem pod wpływem alkoholu i zniszczenia mienia. 9 sierpnia 2017 skończył odbywanie kary.

### Śmierć

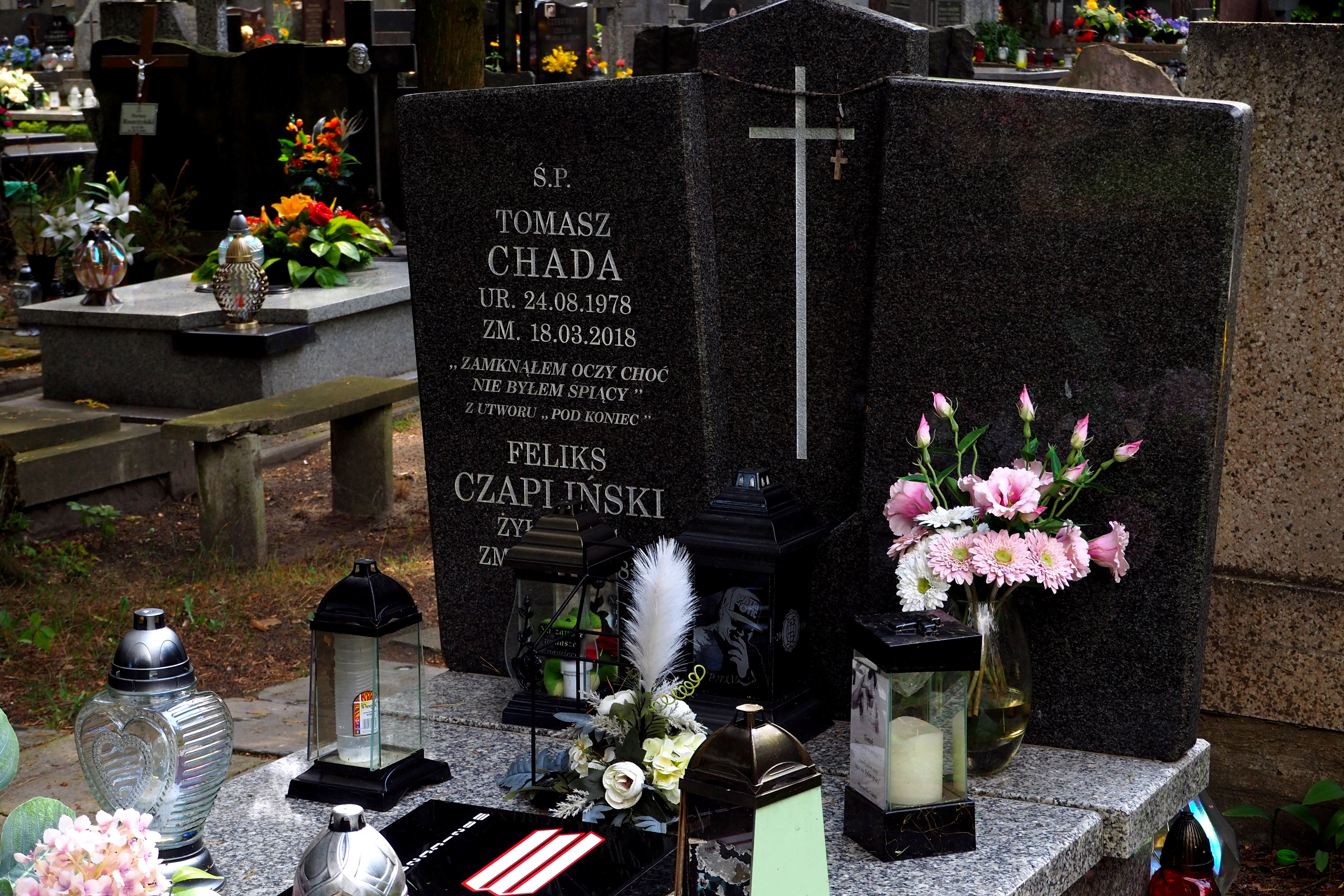
Grób Chady na cmentarzu parafialnym w Józefowie

14 marca 2018 raper wyskoczył z okna na trzecim piętrze budynku i z urazem kręgosłupa został przewieziony na oddział ortopedyczny szpitala w Mysłowicach. Dzień później władze wytwórni Step Records podały, że trasa koncertowa „Recydywista Tour” została odwołana, ponieważ Chada znalazł się w szpitalu. 18 marca, z powodu agresywnego zachowania, został przewieziony do szpitala psychiatrycznego w Rybniku, w którym zmarł na izbie przyjęć w trakcie badań. Prokuratura Okręgowa w Gliwicach tego samego dnia wszczęła w sprawie śmierci rapera śledztwo.
Został pochowany we wtorek 27 marca 2018 na cmentarzu w podwarszawskim Józefowie. Mszę pogrzebową odprawił ksiądz Jakub Bartczak, także raper.

### Upamiętnienie
15 listopada 2019 miała miejsce premiera filmu Proceder o życiu Chady. W tym samym czasie wytwórnia Step Records wydała dwupłytową składankę z muzyką do tego filmu Proceder: Żyj aż do bólu, która uzyskała status złotej płyty

## Dyskografia

### Albumy studyjne
| Rok  | Dane dot. albumu                                                                                           | Pozycja na liście | Sprzedaż       | Certyfikat              |
| Rok  | Dane dot. albumu                                                                                           | POL               | Sprzedaż       | Certyfikat              |
| ---- | --- | ----------------- | -------------- | ----------------------- |
| 2009 | Proceder - Data: 27 czerwca 2009 - Wydawca: Step Records - Format: CD, LP, digital download                | 39                |                |                         |
| 2011 | WGW - Data: 27 maja 2011 - Wydawca: Step Records - Format: CD, digital download                            | 10                | - POL: 15 000+ | - ZPAV: złota płyta     |
| 2012 | Jeden z Was - Data: 22 czerwca 2012 - Wydawca: Step Records - Format: CD, digital download                 | 1                 | - POL: 15 000+ | - ZPAV: złota płyta     |
| 2014 | Syn Bogdana - Data: 25 kwietnia 2014 - Wydawca: Step Records - Format: CD, digital download                | 2                 | - POL: 15 000+ | - ZPAV: złota płyta     |
| 2014 | Efekt porozumienia (oraz RX) - Data: 6 grudnia 2014 - Wydawca: Step Records - Format: CD, digital download | 3                 | - POL: 30 000+ | - ZPAV: platynowa płyta |
| 2017 | Recydywista (oraz RX) - Data: 1 grudnia 2017 - Wydawca: Step Records - Format: CD, digital download        | 13                | - POL: 15 000+ | - ZPAV: złota płyta     |

### Albumy kolaboracyjne
| Rok                                                      | Dane dot. albumu | Pozycja na liście | Sprzedaż       | Certyfikat          |
| Rok                                                      | Dane dot. albumu | POL               | Sprzedaż       | Certyfikat          |
| -------------------------------------------------------- | --- | ----------------- | -------------- | ------------------- |
| 2003                                                     | O nas dla was (oraz Pih) - Data: 26 maja 2003 - Wydawca: Promil - Format: CD, LP, CC                                                   | –                 |                |                     |
| 2015                                                     | Kontrabanda: brat bratu bratem (oraz Bezczel, Z.B.U.K.U) - Data: 5 czerwca 2015 - Wydawca: Step Records - Format: CD, digital download | 3                 | - POL: 15 000+ | - ZPAV: złota płyta |
| „ –” oznacza, że album nie był notowany na danej liście. | |                   |                |                     |

### Single
| Rok  | Tytuł                                                                 | Album                          |
| ---- | --------------------------------------------------------------------- | ------------------------------ |
| 2009 | „Chada puszcza w miasto solo”                                         | Proceder                       |
| 2009 | „Na tych osiedlach”                                                   | Proceder                       |
| 2011 | „Rap najlepszej marki”                                                | WGW                            |
| 2011 | „Na tych osiedlach II”                                                | WGW                            |
| 2011 | „Dla mojej ferajny” (gościnnie: Ero)                                  | WGW                            |
| 2011 | „Niesiemy prawdę” (gościnnie: Hukos, Sitek, Pezet, Pih, donGURALesko) | WGW                            |
| 2012 | „Już Ci mówię”                                                        | Jeden z Was                    |
| 2012 | „Moje życie” (gościnnie: Jopel)                                       | Jeden z Was                    |
| 2012 | „Dranie tak mają” (gościnnie: Hukos, Sitek, B.R.O)                    | Jeden z Was                    |
| 2014 | „Tak to zwykle się kończy”                                            | Syn Bogdana                    |
| 2014 | „O własnych siłach”                                                   | Syn Bogdana                    |
| 2014 | „Najlepszy towar”                                                     | Syn Bogdana                    |
| 2014 | „Jeszcze więcej ognia” (gościnnie: Bezczel, Z.B.U.K.U, Diox)          | Syn Bogdana                    |
| 2014 | „Raport z rejonu”                                                     | Syn Bogdana                    |
| 2014 | „Słuchasz na własne ryzyko” (oraz RX; gościnnie: Hukos, Maskot)       | Efekt porozumienia             |
| 2014 | „Manewry miłosne” (oraz RX; gościnnie: Bezczel i Z.B.U.K.U.)          | Efekt porozumienia             |
| 2014 | „Mój własny porządek” (oraz RX, gościnnie: Z.B.U.K.U.)                | Efekt porozumienia             |
| 2014 | „Proceder” (oraz RX, gościnnie: Mafatih, AK-47)                       | Efekt porozumienia             |
| 2014 | „Kiedy jak nie dziś” (oraz RX)                                        | Efekt porozumienia             |
| 2015 | „Szukajcie aż znajdziecie”                                            | –                              |
| 2015 | „Kontrabanda: brat bratu bratem” (oraz Bezczel, Z.B.U.K.U)            | Kontrabanda: brat bratu bratem |
| 2015 | „Kontrabanda” (oraz Bezczel, Z.B.U.K.U)                               | Kontrabanda: brat bratu bratem |
| 2015 | „Wiem” (oraz Bezczel, Z.B.U.K.U)                                      | Kontrabanda: brat bratu bratem |
| 2015 | „To nie nasz klimat” (oraz Bezczel, Z.B.U.K.U; gościnnie: Kaen)       | Kontrabanda: brat bratu bratem |
| 2017 | „Kolekcjoner zarzutów” (oraz RX)                                      | Recydywista                    |
| 2017 | „Ciężki przekaz” (oraz RX)                                            | Recydywista                    |
| 2017 | „Numer na farta” (oraz RX)                                            | Recydywista                    |
| 2017 | „Desperackie rozrywki” (oraz RX, gościnnie: Z.B.U.K.U.)               | Recydywista                    |
| 2019 | „Zwykły facet” (oraz RX)                                              | Chada: Jesteś Legendą          |
| 2020 | „Jak nie być szczęśliwym” (oraz RX)                                   | Prima Sort                     |

### Inne
| Rok  | Album                                                          | Utwór | Źródło  |
| ---- | -------------------------------------------------------------- | --- | ------- |
| 1998 | Hiphopowy raport z osiedla w najlepszym wykonaniu (kompilacja) | Chada – „Cokolwiek” | [ 75 ]  |
| 1998 | Molesta Ewenement – Skandal                                    | „Klima” (gościnnie: Chada) „Armageddon” (gościnnie: Chada) „Szacunek” (gościnnie: Chada) | [ 76 ]  |
| 1999 | DJ 600V – Szejsetkilovolt                                      | „Działam po swojemu” (gościnnie: Chada) | [ 77 ]  |
| 1999 | Molesta Ewenement – Ewenement                                  | „Dla dzieciaków” (gościnnie: Chada, Sokół) | [ 78 ]  |
| 2000 | Hiphopowy raport z osiedla 2000 (kompilacja)                   | Chada – „Czarne słońce” | [ 79 ]  |
| 2000 | Styl reprezentacji pierwszej ligi (kompilacja)                 | Chada – „Ex przyjaciele” | [ 80 ]  |
| 2000 | Wzgórze Ya-Pa 3 – Precedens                                    | „Nie mam na to ochoty” (gościnnie: Chada) | [ 81 ]  |
| 2002 | Pih – Boisz się alarmów... (Peiha solo album cz. I)            | „Nie zasypiaj” (gościnnie: Chada) | [ 82 ]  |
| 2003 | Endefis – O tym, co widzisz na oczy                            | „Każdy chce znać swoją przyszłość” (gościnnie: Chada, Pih) | [ 83 ]  |
| 2004 | WhiteHouse – Kodex 2: Proces                                   | „Dziś Judaszu, wczoraj bracie” (gościnnie: Chada, Pih, MyNieMy) | [ 84 ]  |
| 2004 | Teka – Chcę, więc potrafię                                     | „Przestroga” (gościnnie: Chada, Cayra) | [ 85 ]  |
| 2004 | 1z2 – Nic co ludzkie                                           | „Beze mnie” (gościnnie: Chada) | [ 86 ]  |
| 2004 | Pih – Krew, pot i łzy                                          | „Potrzebny jest na to czas” (gościnnie: Chada, 1z2) | [ 87 ]  |
| 2005 | Road hip hop 2005 (kompilacja)                                 | Chada – „P.M.T.” | [ 88 ]  |
| 2005 | Olsen, Fu – Kameleon                                           | „Między jawą a snem” (gościnnie: Chada) | [ 89 ]  |
| 2005 | Muzyka łączy pokolenia (kompilacja)                            | Pih, Chada, Oddział Zamknięty – „Obudź się” | [ 90 ]  |
| 2005 | WWO – Witam was w rzeczywistości                               | „Jestem normalny” (gościnnie: Chada, Kaczy) | [ 91 ]  |
| 2006 | IGS – Garaże                                                   | „Chodź ze Mną” (gościnnie: Chada, Pih, MyNieMy, Pyskaty) | [ 92 ]  |
| 2006 | MyNieMy – Co złego to nie My                                   | „Siema, siema” (gościnnie: Chada, Pih) | [ 93 ]  |
| 2006 | Prosto Mixtape Deszczu Strugi (kompilacja)                     | Peja, Chada – „Pod prąd” | [ 94 ]  |
| 2006 | Skazani na Sukcezz – Na linii ognia                            | „Nie ma innego miejsca dla nas” (gościnnie: Chada, Lerek) | [ 95 ]  |
| 2007 | Warszafski Deszcz – Reminiscencje                              | „Czasem się układa” (gościnnie: Chada) | [ 96 ]  |
| 2008 | Pih – Kwiaty zła                                               | „Im mniej wiesz, tym lepiej śpisz” (gościnnie: Chada, Lukasyno) | [ 97 ]  |
| 2009 | Yez Yez Yo – Trzecia część                                     | „Sąd ostateczny” (gościnnie: Chada) | [ 98 ]  |
| 2009 | Peja – Na serio                                                | „Obudź się (pod prąd 2)” (gościnnie: Chada) | [ 99 ]  |
| 2010 | WTM – Cztery części prawdy                                     | „Cokolwiek 2” (gościnnie: Chada, Seta) „Cokolwiek 2 (Fuso Remix)” (BONUS) (gościnnie: Chada, Seta) | [ 100 ] |
| 2010 | Pih – Dowód rzeczowy nr 1                                      | „Puszka Pandory” (gościnnie: Chada) | [ 101 ] |
| 2010 | HiFi Banda – 23:55                                             | „Noc nie daje snu 2” (gościnnie: Chada) | [ 102 ] |
| 2011 | zDolne Przedmieście – Bomby w membrany                         | „Kiedy wbijam do studia” (gościnnie: Chada) | [ 103 ] |
| 2011 | Brahu – Chaos                                                  | „Świat jest Twój” (gościnnie: Chada) | [ 104 ] |
| 2011 | Sokół & Marysia Starosta – Czysta brudna prawda                | „Wspólna gałąź” (gościnnie: Pokój z widokiem na wojnę, Chada, Ero) | [ 105 ] |
| 2011 | Fu – De Facto                                                  | „Nie zaprzeczysz mi” (gościnnie: Chada, Brahu) | [ 106 ] |
| 2011 | DJ Soina – Kręci mnie vinyl                                    | „Salut” (gościnnie: Chada, Pih) | [ 107 ] |
| 2011 | Sobota – Gorączka sobotniej nocy                               | „Bez odwrotu” (gościnnie: Pih, Chada) | [ 108 ] |
| 2011 | Młody M – Kronika II: Siła charakteru                          | „Chcemy wygrać 2” (gościnnie: Chada, Rastamaniek) | [ 109 ] |
| 2011 | Pokój z widokiem na wojnę – Droga wojownika                    | „Moja pierwsza dziewczyna remix 2” (gościnnie: Chada) | [ 110 ] |
| 2012 | WSRH – Szkoła wyrzutków                                        | „Nie przyszliśmy tu by przegrać” (gościnnie: Chada, Pih) | [ 111 ] |
| 2012 | Prosto Mixtape Kebs (kompilacja)                               | Bułgar, Hades, Ero, Chada – „Kolory” | [ 112 ] |
| 2012 | Hukos – Knajpa upadłych morderców                              | „Z Nami nie byli” (gościnnie: Młody M, Chada) | [ 113 ] |
| 2012 | WhiteHouse – Kodex 4                                           | „Organizacja przestępcza” (gościnnie: Chada, Pih) | [ 114 ] |
| 2012 | Donatan – Równonoc. Słowiańska dusza                           | „Niespokojna dusza” (gościnnie: Chada, Sobota, Słoń) | [ 115 ] |
| 2012 | Zjawin – Wszystko jedno                                        | „Klub załamańców” (gościnnie: Masło, Chada) | [ 116 ] |
| 2014 | Step Records: rap najlepszej marki (kompilacja)                | Hukos/Cira, Onar, Sulin, Kajman, Młody M, Jopel, Komar, Z.B.U.K.U, Chada, Pih, Pawbeats – „Rap najlepszej marki” Chada – „Żyć aż do bólu” Chada – „Jest nas 2 (Remix)” (gościnnie: Pezet, Z.B.U.K.U) Chada i Pih – „Po tej samej stronie” | [ 117 ] |
| 2014 | Rozbójnik Alibaba i Jan Borysewicz – Bal maturalny             | „Zosia” (gościnnie: Chada, Kroolik Underwood) | [ 118 ] |
| 2014 | Diox – 7 minut po śmierci                                      | „Nim odejdę stąd” (gościnnie: Chada) | [ 119 ] |
| 2014 | Młody M – Wiecznie Młody M                                     | Kaszpir – „Nie pytaj mnie (utwór dodatkowy)” (gościnnie: Młody M, Chada, KęKę, Żaru) | [ 120 ] |
| 2014 | Pih – Kino nocne                                               | „W strzępach parasol” (gościnnie: Chada) | [ 121 ] |
| 2014 | Z.B.U.K.U – Życie szalonym życiem                              | „Ja i moje ziomki” (gościnnie: Kajman, Bezczel, Chada) | [ 122 ] |
| 2015 | Kaen – Tylko śmierć może mnie zatrzymać                        | „Piętno dilera” (gościnnie: Chada) | [ 123 ] |
| 2016 | Rap najlepszej marki vol. 2 (kompilacja)                       | Chada, Sztoss – „Twoje decyzje, twoje wybory” Bezczel, Chada, Z.B.U.K.U, Kajman – „Rap najlepszej marki 2” | [ 124 ] |

## Teledyski
| Rok  | Tytuł | Reżyseria/Realizacja         | Album                                | Źródło  |
| ---- | --- | ---------------------------- | ------------------------------------ | ------- |
| 2003 | „Zobacz na podwórko” (oraz Pih) | –                            | O nas dla was                        | [ 125 ] |
| 2009 | „Chada puszcza w miasto solo” | Puzonart                     | Proceder                             | [ 126 ] |
| 2011 | „Nie jestem tu od wczoraj” | Delaflow                     | Proceder Plus                        | [ 127 ] |
| 2011 | „Podnoszę się” | Holeinmoon                   | Proceder Plus                        | [ 128 ] |
| 2011 | „Rap najlepszej marki” (gościnnie: Małolat) | Toczy Videos                 | WGW                                  | [ 129 ] |
| 2011 | „Na tych osiedlach 2” | Dirt Video                   | WGW                                  | [ 130 ] |
| 2011 | „Dla mojej ferajny” (gościnnie: Ero) | R5 Films                     | WGW                                  | [ 131 ] |
| 2011 | „Niesiemy prawdę” (gościnnie: Hukos, Sitek, Pezet, PIH, donGURALesko, Jarecki) | Dirt Video                   | WGW                                  | [ 132 ] |
| 2011 | „Sześciogwiazdkowy skurwiel” (gościnnie: Diox, Hades) | Toczy Videos                 | –                                    | [ 10 ]  |
| 2012 | „Od apelu do apelu” (DNA remix) | Dirt Video, Delaflow         | WGW                                  | [ 133 ] |
| 2012 | „Kartki i myśli” | Piotr Smolenski, Piotr Tutka | Jeden z Was                          | [ 134 ] |
| 2012 | „Moje życie” (gościnnie: Jopel) | delaflow.com                 | Jeden z Was                          | [ 135 ] |
| 2012 | „Dranie tak mają” (gościnnie: Hukos, Sitek, B.R.O) | Endorfina Artmedia           | Jeden z Was                          | [ 136 ] |
| 2012 | „Start” | OG Films                     | Jeden z Was                          | [ 137 ] |
| 2012 | „Szukam wyjścia” (gościnnie: Jarecki) | Endorfina Artmedia           | Jeden z Was                          | [ 138 ] |
| 2012 | „Jestem tu” | delaflow.com                 | Jeden z Was                          | [ 139 ] |
| 2012 | „Syf tych ulic” (gościnnie: South Blunt System) | Dirt Video                   | Jeden z Was                          | [ 140 ] |
| 2012 | „Gdzie ta ekipa?” | Sebastian Niegowski          | Jeden z Was                          | [ 141 ] |
| 2014 | „Historia zatoczyła koło” | Dirt Video                   | Historia zatoczyła koło (singel)     | [ 142 ] |
| 2014 | „Myśli i kartki” | Delaflow                     | Syn Bogdana                          | [ 143 ] |
| 2014 | „Obrachunek moralny 2” (gościnnie: Ten Typ Mes) | 9 Liter Filmy                | Syn Bogdana                          | [ 144 ] |
| 2014 | „Raport z rejonu” | Dirt Video                   | Syn Bogdana                          | [ 145 ] |
| 2014 | „Jeszcze więcej ognia” (gościnnie: Z.B.U.K.U., Diox, Bezczel) | 9 Liter Filmy                | Syn Bogdana                          | [ 146 ] |
| 2014 | „Najlepszy towar” | Dirt Video                   | Syn Bogdana                          | [ 147 ] |
| 2014 | „O własnych siłach” | –                            | Syn Bogdana                          | [ 148 ] |
| 2014 | „Żyć aż do bólu” | 9 Liter Filmy                | Syn Bogdana                          | [ 149 ] |
| 2014 | „Tak to zwykle się kończy” | 9 Liter Filmy                | Syn Bogdana                          | [ 150 ] |
| 2014 | „Słuchasz na własne ryzyko” (oraz RX; gościnnie: Hukos, Maskot) | 9 Liter Filmy                | Efekt porozumienia                   | [ 151 ] |
| 2014 | „Manewry miłosne” (oraz RX; gościnnie: Bezczel i Z.B.U.K.U.) | The New Black                | Efekt porozumienia                   | [ 152 ] |
| 2014 | „Mój własny porządek” (oraz RX, gościnnie: Z.B.U.K.U.) | M.L. Filmz                   | Efekt porozumienia                   | [ 153 ] |
| 2014 | „Kiedy jak nie dziś” (oraz RX) | PressPlayFilm                | Efekt porozumienia                   | [ 154 ] |
| 2014 | „Innego życia nie znam” (oraz RX) | 9 Liter Filmy                | Efekt porozumienia                   | [ 155 ] |
| 2014 | „Nie zatrzyma mnie nikt” (oraz RX, gościnnie: Rytmus) | 9 Liter Filmy                | Efekt porozumienia                   | [ 156 ] |
| 2015 | „Szukajcie aż znajdziecie” (oraz RX) | 9 Liter Filmy                | Szukajcie aż znajdziecie (singel)    | [ 157 ] |
| 2015 | „Brat bratu bratem” (oraz Bezczel, Z.B.U.K.U) | 9 Liter Filmy                | Kontrabanda: brat bratu bratem       | [ 158 ] |
| 2015 | „Kontrabanda” (oraz Bezczel, Z.B.U.K.U) | 9 Liter Filmy                | Kontrabanda: brat bratu bratem       | [ 159 ] |
| 2015 | „Wiem” (oraz Bezczel, Z.B.U.K.U) | 9 Liter Filmy                | Kontrabanda: brat bratu bratem       | [ 160 ] |
| 2015 | „To nie nasz klimat” (oraz Bezczel, Z.B.U.K.U; gościnnie: KaeN) | 9 Liter Filmy                | Kontrabanda: brat bratu bratem       | [ 161 ] |
| 2015 | „Do upadłego” (oraz Bezczel, Z.B.U.K.U) | 9 Liter Filmy                | Kontrabanda: brat bratu bratem       | [ 162 ] |
| 2015 | „Wszystko dobrze” (oraz Bezczel, Z.B.U.K.U) | M.L. Filmz                   | Kontrabanda: brat bratu bratem       | [ 163 ] |
|      | Gościnnie |                              |                                      |         |
| 2010 | Pih – „Puszka Pandory” (gościnnie: Chada) | Toczy Videos                 | Dowód rzeczowy nr 1                  | [ 164 ] |
| 2011 | Fu – „Nie zaprzeczysz mi” (gościnnie: Chada, Brahu) | Beemedia Studio              | De Facto                             | [ 165 ] |
| 2012 | Jopel i Komar – „Dokąd zmierzasz?” (gościnnie: Chada) | Toczy Videos                 | To o Tobie                           | [ 166 ] |
| 2012 | Donatan – „Niespokojna dusza” (gościnnie: Chada, Słoń, Sobota) | Piotr Tutka                  | Równonoc. Słowiańska dusza           | [ 167 ] |
| 2014 | Diox – „Nim odejdę stąd” (gościnnie: Chada) | Marathon                     | 7 minut po śmierci                   | [ 119 ] |
| 2014 | Kaszpir – „Nie pytaj mnie” (gościnnie: Młody M, Chada, Żaru) | M.L. Filmz                   | Wiecznie Młody M                     | [ 168 ] |
| 2014 | Pih – „W strzępach parasol” (gościnnie: Chada) | 9 Liter Filmy                | Kino Nocne                           | [ 169 ] |
| 2014 | Rozbójnik Alibaba – „Zosia” (gościnnie: Chada, Kroolik Underwood) | Evil Eye Studio              | Bal maturalny                        | [ 170 ] |
| 2014 | Z.B.U.K.U – „Ja i moje ziomki” (gościnnie: Kajman, Bezczel, Chada) | Dirt Video                   | Życie szalonym życiem                | [ 171 ] |
| 2015 | Kaen – „Piętno dilera” (gościnnie: Chada) | –                            | Tylko śmierć może mnie zatrzymać     | [ 172 ] |
|      | Inne |                              |                                      |         |
| 2011 | Numer Raz, Pyskaty, Onar, Sokół, Juchas, Chada, Pezet i inni – „A pamiętasz jak?” | LetEmKnow                    | A pamiętasz jak? (singel)            | [ 173 ] |
| 2014 | Chada i Pih – „Po tej samej stronie” | Dirt Video                   | Step Records: rap najlepszej marki   | [ 174 ] |
| 2014 | Pyskaty, Numer Raz, Proceente, Pelson, Rahim, Łysol, Mielzky, Dwa Sławy, Zeus, Chada, Klasik, Quebonafide, JodSen, Joteste, Bezczel, Siwers, Ten Typ Mes – „Najsilniejsi przetrwają” | Piotr Sawicki, Hanusz Bystry | –                                    | [ 175 ] |
| 2015 | Bezczel, Chada, Kajman, Z.B.U.K.U – „Rap najlepszej marki 2” | 9 Liter Filmy                | Step Records: rap najlepszej marki 2 | [ 176 ] |